# Radim Gaudentius
Radim Gaudentius (Libice nad Cidlinou, c. 970 - Gniezno, c. 1020) was aartsbisschop van Gniezno en daarmee eerste aartsbisschop van Polen.

## Biografie
Radim Gaudentius was de bastaardzoon van Slavník en een concubine. Hij was voorbestemd om priester te worden en was dan ook voor een lange tijd de metgezel van zijn half-broer Adalbert van Praag, bisschop van Praag. Door zijn goede relaties met zowel paus Silvester II als keizer Otto III werd hij in 999 in Rome tot bisschop gewijd en het jaar daarop tijdens het Congres van Gniezno aangesteld als aartsbisschop van het metropool Gniezno.
Gaudentius werd naast zijn half-broer Adalbert van Praag in de Basiliek van Gniezno bijgezet, waarna zijn stoffelijk overschot in 1038 door Břetislav I naar de Sint-Vituskathedraal is overgebracht.

## Galerij

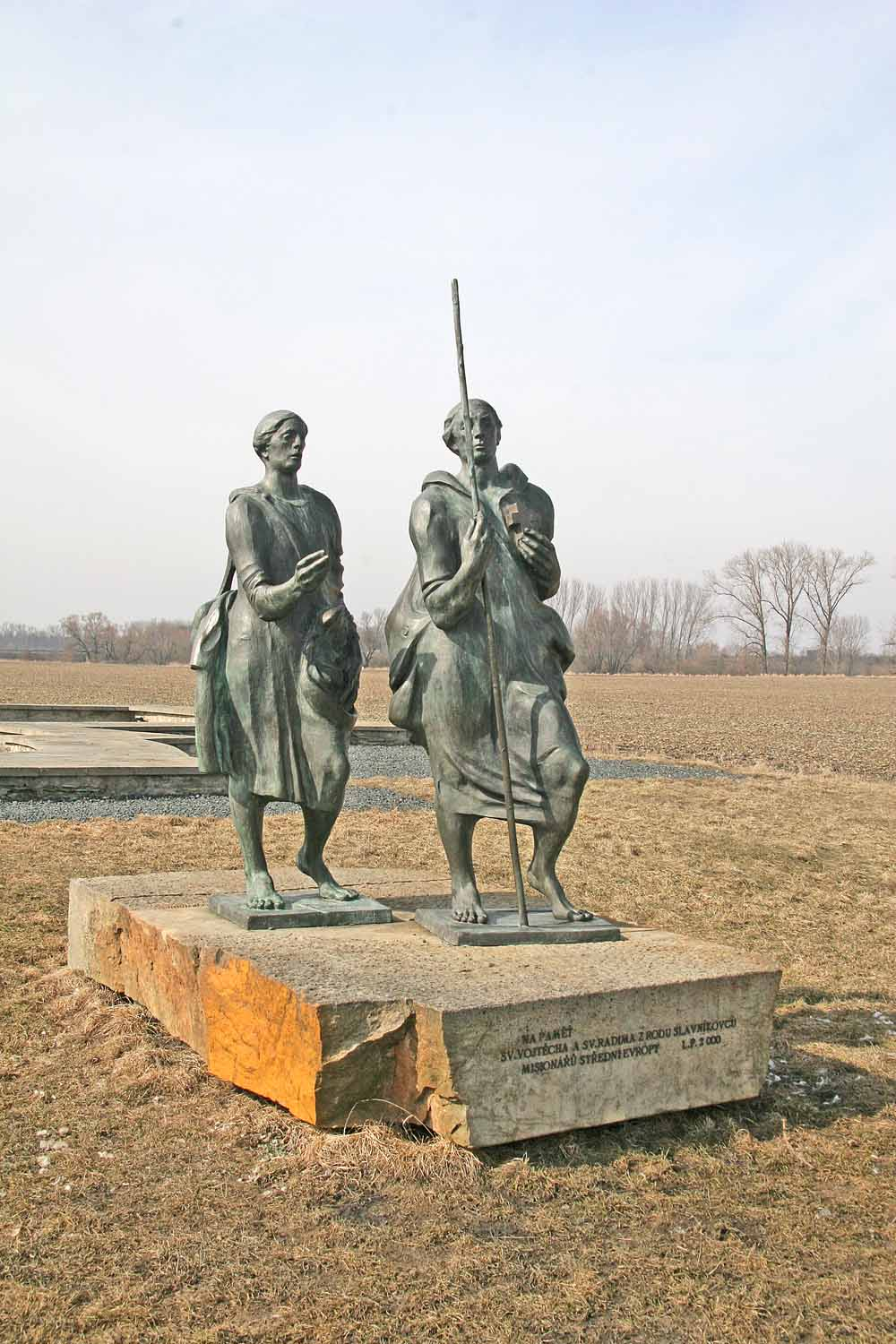
Monument voor Gaudentius en Adalbert van Praag
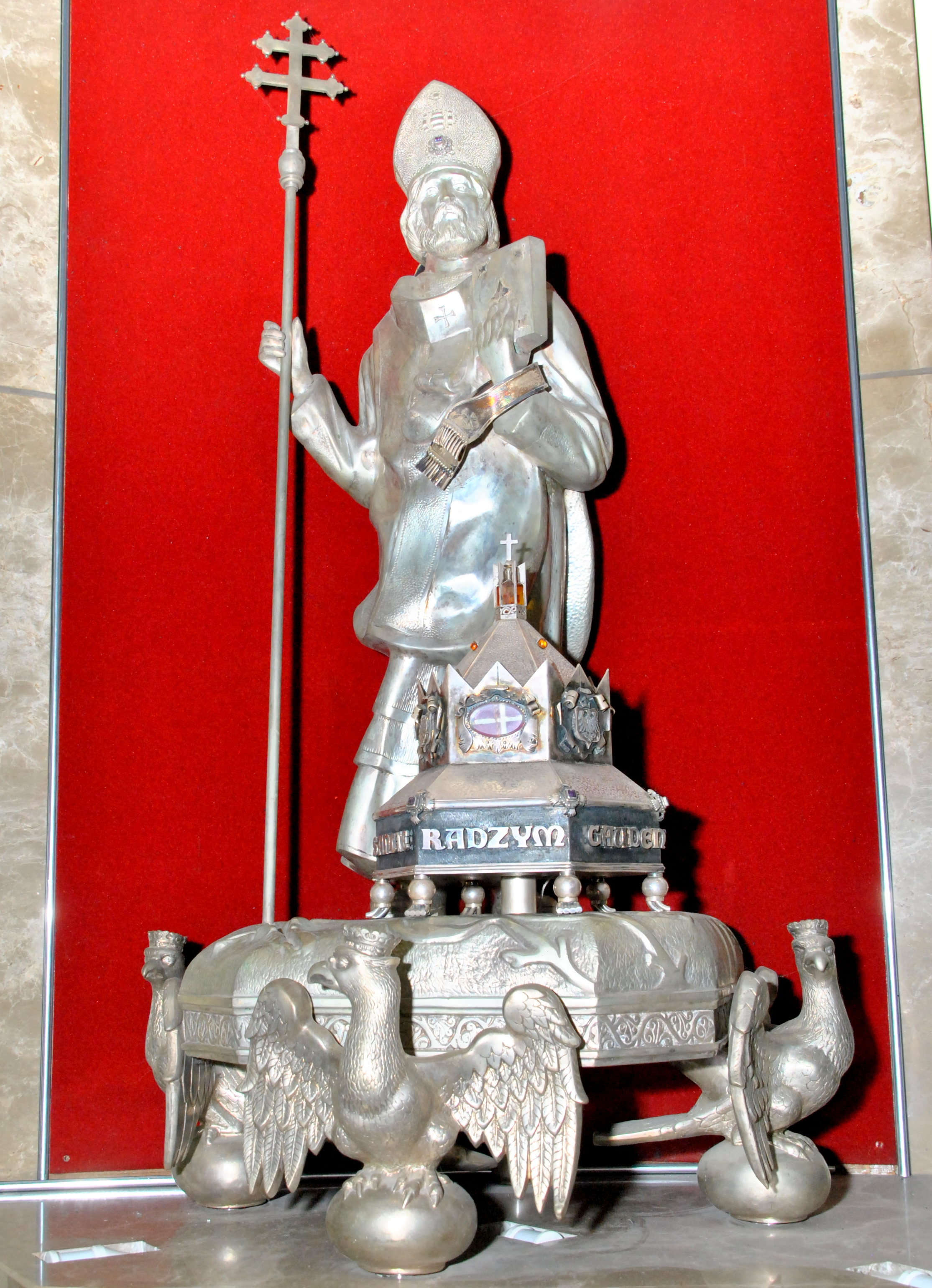
Relikwie in de Radim Gaudentiuskerk in Gniezno